# Metež duš
Metež duš (latvijsko Dvēseļu putenis) je latvijska zgodovinska drama v režiji Dzintarsa Dreibergsa, ki je izšla leta 2019. Film je bil v Latviji premierno prikazan 8. novembra 2019, na mednarodni ravni pa 20. februarja 2020 na mednarodnem filmskem festivalu v Berlinu. Film je priredba istoimenskega romana Aleksandrsa Grīnsa, ki v romanu opisuje svoja doživetja v vlogi latvijskega strelca v prvi svetovni vojni. Film je bil izbran kot latvijski predlog za najboljši mednarodni celovečerni film na 93. podelitvi oskarjev, vendar na koncu ni bil nominiran.

## Zgodba
Potem ko šestnajstletnemu Artūrsu pred očmi nemški vojaki ustrelijo njegovo mater, se skupaj z očetom odloči, da se bo v upanju na maščevanje in slavo vpisal v nacionalni latvijski strelski bataljon ruske cesarske vojske. Artūrs se bori v prvi svetovni vojni na vzhodni fronti, kjer izgubi očeta in brata ter zato hitro postane razočaran. Nazadnje se Artūrs vrne v svojo novo razglašeno državo, kjer se bori v latvijski vojni za neodvisnost in začne vse od začetka.

## Igralska zasedba
- Oto Brantevics kot Artūrs Vanags
- Raimonds Celms kot Edgars Vanags
- Mārtiņš Vilsons kot Vanags
- Jēkabs Reinis kot Miķelsons
- Gatis Gāga kot Konrāds
- Renārs Zeltiņš kot Spilva
- Vilis Daudziņš kot Sala
- Grēta Trušiņa kot Marta
- Ieva Florence kot Mirdza
- Rēzija Kalniņa kot mati

## Produkcija
Oto Brantevics, igralec glavne vloge Artūrsa, je bil izbran med 1300 kandidati, čeprav prej ni imel nobenih igralskih izkušenj. Nekdanji obrambni minister Raimonds Bergmanis ima v filmu cameo vlogo, takratni obrambni minister Artis Pabriks pa se v filmu pojavi kot statist. Več prizorov bitk je bilo posnetih na lokacijah, kjer so se dejansko odvijale zgodovinske bitke. Valdis Celmiņš je navdih za svojo kinematografijo črpal iz filma Savlov sin Lászla Nemesa ter iz koncepta Christiana Bergerja, ki se je izogibal širokim kadrom z uporabo širokega objektiva za srednje in bližnje posnetke.

## Odziv

### Dohodek
Film si je v prvih petih tednih predvajanja ogledalo več kot 200.000 gledalcev, s čimer je postal najbolj gledan film po obnovitvi neodvisnosti Latvije.

### Kritični odzivi
Na spletnem portalu Rotten Tomatoes ima film na podlagi 16 recenzij 75-odstotno odobravanje s povprečno oceno 6,6/10. Metacritic je filmu na podlagi 9 kritikov dodelil povprečno tehtano oceno 63 od 100, kar pomeni »splošno ugodne ocene«. Ellen E Jones iz časopisa The Guardian je pohvalila Brantevicsovo igranje, vendar komentirala, da »kot zgodba o nacionalnem odraščanju strelec nikoli ne preraste svojega nedolžnega, nekritičnega patriotizma«. Deborah Young iz revije The Hollywood Reporter je prav tako zapisala, da je film »podčrtan z očitnim, staromodnim patriotizmom«, pohvalila pa je tudi »izjemno atmosferično« Celmiņševo fotografijo, »duhovito spoštljivo« Ritmanijevo glasbo in Belogrudovovo montažo ter film Metež duš povzela kot »bolj realističen 1917«.
Igranje in kinematografijo je pohvalil tudi Rob Aldam iz revije Backseat Mafia, ki je menil, da ima film »videz in občutek hollywoodske uspešnice«, in ga označil za »enega najboljših vojnih filmov zadnjih nekaj let«.  Guy Lambert iz revije The Upcoming je kinematografijo opisal kot »popolnoma osupljivo« in »spominjajočo na briljantnost miniserije Peščica izbranih«, igranje pa kot »surovo in izjemno čustveno« ter zaključil, da bo »ta film nedvomno uspešnica.«

### Nagrade in nominacije
| Leto | Nagrada                                                            | Kategorija                                                                  | Rezultat    |
| ---- | ------------------------------------------------------------------ | --------------------------------------------------------------------------- | ----------- |
| 2020 | Kilogram kulture                                                   | Dogodek leta (Metež duš)                                                    | Osvojil/a   |
| 2020 | Mednarodni festival filmske glasbe na Tenerifih Nagrada Alex North | Najboljši soundtrack (Lolita Ritmanis)                                      | nominiran/a |
| 2020 | Mednarodne nagrade IMAGO za kinematografijo                        | Najboljša kinematografija (Valdis Celmiņš)                                  | nominiran/a |
| 2020 | Lielais Kristaps                                                   | Najboljši fikcijski celovečerni film (Inga Praņevska in Dzintars Dreibergs) | Osvojil/a   |
| 2020 | Lielais Kristaps                                                   | Najboljši režiser (Dzintars Dreibergs)                                      | Osvojil/a   |
| 2020 | Lielais Kristaps                                                   | Najboljša kinematografija v celovečernem filmu (Valdis Celmiņš)             | Osvojil/a   |
| 2020 | Lielais Kristaps                                                   | Najboljši Make-Up (Dzintra Bijubena)                                        | Osvojil/a   |
| 2020 | Lielais Kristaps                                                   | Najboljša glasba (Lolita Ritmanis)                                          | Osvojil/a   |
| 2020 | Lielais Kristaps                                                   | Najboljša montaža (Gatis Belogrudovs)                                       | Osvojil/a   |
| 2020 | Lielais Kristaps                                                   | Najboljše igranje (Oto Brantevics)                                          | nominiran/a |
| 2020 | Lielais Kristaps                                                   | Najboljši scenarij (Boris Frumin, Dzintars Dreibergs)                       | nominiran/a |
| 2020 | Lielais Kristaps                                                   | Najboljše oblikovanje produkcije (Juris Žukovskis)                          | nominiran/a |
| 2020 | Lielais Kristaps                                                   | Najboljši zvok (Aleksandrs Vaicahovskis)                                    | nominiran/a |
| 2020 | Mednarodni filmski festival v Šanghaju                             | Nagrada občinstva za film (Dzintars Dreibergs)                              | nominiran/a |
| 2020 | Filmski festival Črne noči v Talinu                                | Najboljši baltski film (Dzintars Dreibergs)                                 | nominiran/a |
| 2020 | Nagrade za svetovno glasbo                                         | Nagrada občinstva (Lolita Ritmanis)                                         | nominiran/a |
| 2020 | Mednarodni filmski festival WorldFest-Houston, nagrada Remi        | Najboljši igralec (Oto Brantevics)                                          | nominiran/a |
| 2020 | Mednarodni filmski festival WorldFest-Houston, nagrada Remi        | Najboljša stranska igralka (Ieva Florence)                                  | nominiran/a |
| 2021 | Hollywoodske nagrade za glasbo v medijih                           | Izjemna glasba za neodvisni tujejezični film (Lolita Ritmanis)              | Osvojil/a   |
| 2021 | Nagrade Društva skladateljev in tekstopiscev                       | Izjemna izvirna glasba za neodvisni film (Lolita Ritmanis)                  | Osvojil/a   |